# Sphecius convallis
Sphecius convallis (лат.) — вид песочных ос из подсемейства Bembicinae (триба Bembicini). Охотники за цикадами (Pacific cicada killers).

## Распространение
Северная Америка: Мексика и западные штаты США (Айдахо, Аризона, Калифорния, Колорадо, Вашингтон, Орегон, Невада, Нью-Мексико, Техас, Юта). Sphecius convallis, как и S. grandis, предпочитает более высокие места обитания, чем близкие к нему виды S. hogardii и S. speciosus. Средние высоты обитания для S. grandis составляют 755 м ± 23,3 м, в то время как у S. speciosus — 219 м ± 4,7 м, у S. convallis — 582 м ± 30,9 м, а у вида S. hogardii (18 м ± 5 м).

## Описание
Крупные яркоокрашенные осы (длина около 3 см).
Брюшко S. convallis с желтыми пятнами на 1-3 сегментах. Окраска варьирует от рыжей до чёрной с промежуточными формами. Сходные виды ос: S. grandis, S. hogardii, S. speciosus, S. spectabilis
Охотятся за цикадами (Cicadidae), которых жалят, парализуют ядом и доставляют в гнездо. Гнездятся в песчаной почве. Встречается клептопаразитизм.
Вид был впервые описан в 1879 году американским энтомологом Уильямом Хэмптоном Паттоном (William Hampton Patton, 1853—1918) под первоначальным названием Stizus grandis Say, 1823. Это один из пяти видов рода Sphecius в Северной Америке